# Scheyville, New South Wales
Scheyville este o suburbie în Sydney, Australia.